# 伊木忠真

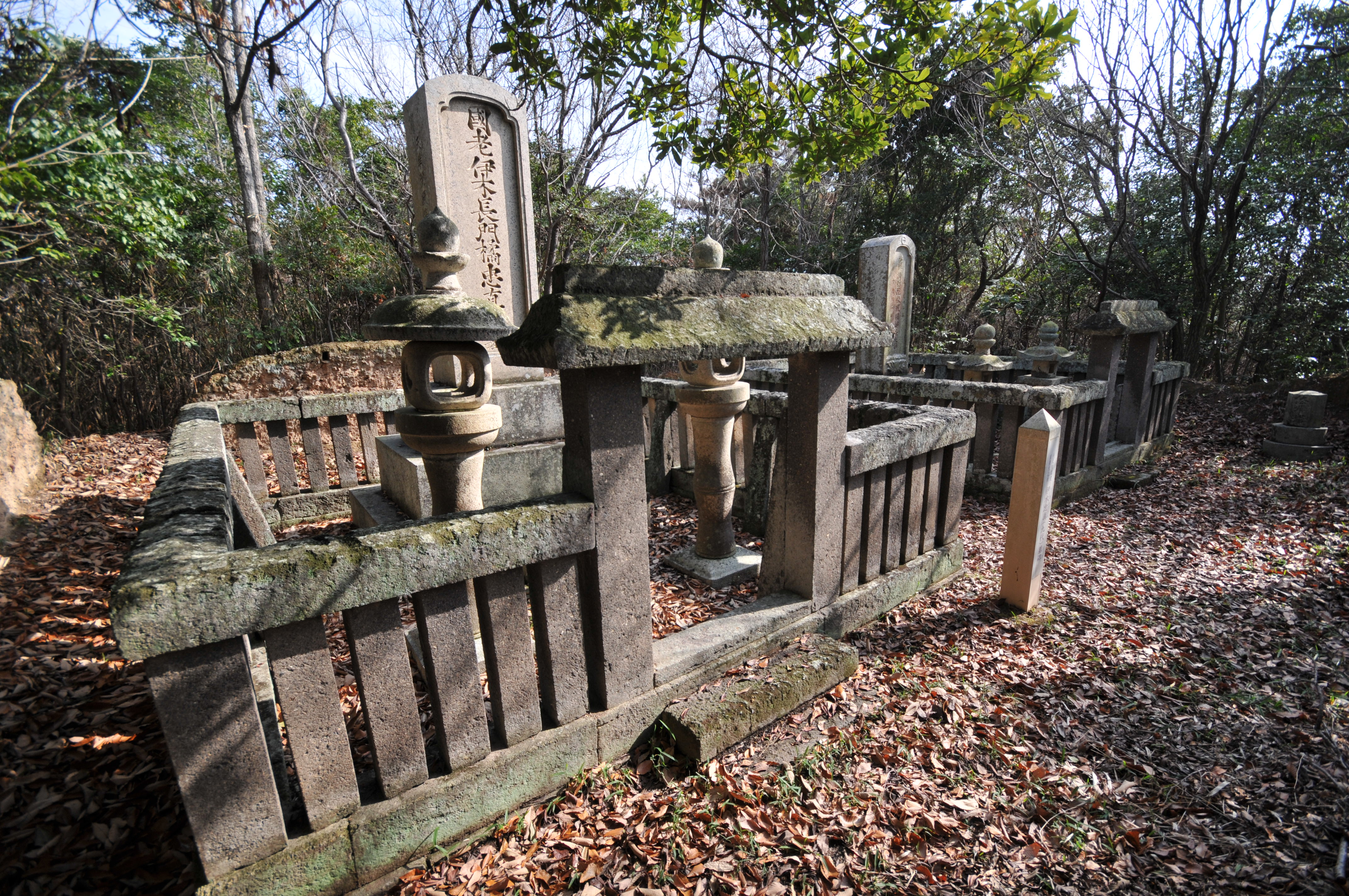
伊木忠真夫妻の墓

伊木 忠真（いぎ ただざね、天明元年閏5月25日（1781年7月16日） - 文化4年7月6日（1807年8月9日））は、岡山藩筆頭家老。伊木家9代当主。通称は長門。主君は池田斉政。

## 生涯
岡山藩家老・池田博道（建部池田家）と仙（伊木家7代当主・忠知と正室との三女）との次男として岡山で生まれた。
寛政10年（1798年）6月、8代忠福が嗣子なく51歳で没したため、18歳で伊木家の養子となり家督を相続した。公家の持明院中納言藤原宗時の娘・貞と婚姻、男児を1人もうけたが早世した。
茶道、焼き物を好み、自らも器を焼いているという記録が伊木家『蔵帳』に残っている。
文化元年10月2日（1804年11月3日）、正室の貞が死去した。
文化4年（1807年）7月、27歳で没した。嗣子がなかったため、伯父で分家に入っていた忠知の四男が10代忠識として伊木家の家督を継いだ。
法名は天華院殿前長州宗厳玄光大居士。墓所は伊木家長島墓所（岡山県瀬戸内市）。